# Jorge Celedón
Pour les articles homonymes, voir Celedón.
Jorge Celedón, né le 4 mars 1967 à Villanueva en Colombie, est un chanteur et musicien colombien de vallenato.

## Biographie
Celedón a appris le vallenato dans sa jeunesse. Sa première représentation a été avec son oncle Daniel Celedón, dans le groupe Doble Poder.
Celedón et son groupe de vallenato ont été nommés pour la 8e édition des Latin Grammy Awards, dont la cérémonie s'est tenue le 8 novembre 2007 à Las Vegas aux États-Unis. Celedón et son accordéoniste Jimmy Zambrano ont reçu le prix dans la catégorie « Cumbia / Vallenato » pour leur album Son Para el Mundo (Sony BMG Music/North).
En juillet 2008, il s'est produit devant le président américain George W. Bush lors d'un événement à la Maison Blanche à l'occasion de la célébration de la fête de l'Indépendance de la Colombie.

## Engagement social
En 2004, Celedón a créé la fondation Ay Hombre, tandis que dans sa ville natale, il a travaillé avec la fondation Saludemos pour aider les enfants à faibles revenus. De plus, il a été invité par la chanteuse colombienne Shakira pour devenir membre de sa fondation ALAS (América Latina Acción Solidaria), qui vise à lutter contre la pauvreté, le travail des enfants et l'analphabétisme en Amérique latine.